# Molytria inquinata
Molytria inquinata är en kackerlacksart som först beskrevs av Carl Stål 1858.  Molytria inquinata ingår i släktet Molytria och familjen jättekackerlackor. Inga underarter finns listade i Catalogue of Life.